# レッドスプライト (漫画)
『レッドスプライト』は、屋宜知宏による日本の漫画作品。『週刊少年ジャンプ』（集英社）にて、2016年39号から同年52号まで連載された。『少年ジャンプNEXT!!』（同）2015年vol.3での同名の読み切り掲載を経て、連載化。

## あらすじ
電力を放つ物質を持つ「雷髄」を埋め込まれた雷髄人間。その雷髄人間の孤児7人が育ての親であるデュランと暮らしていた。しかしある時、大国エデニアの幹部・シェパード中佐とその精鋭部隊が襲来し、孤児達は主人公のタツ・フラムトを除き攫われてしまう。タツは育ての親であるデュランから雷を操る力を引き継ぎ、攫われた他の孤児をレッドスプライト号で助けに行くのであった。

## 登場人物

### レッドスプライト号
タツ・フラムト
本作の主人公で、エデニア国の辺境にある孤児院で育った少年。電力にするために作られた「雷髄人間」の一人で特に強力な電力を秘めた一人。一人称は「小生」で、たまに「オレ」とも言う。
モノ
エデニア国の辺境にある孤児院で育った少年。特に強力な雷髄人間でも最高の電力を持つ。
ジェイムズ・ランドルフ
エデニアの博士。タツに捕まって人質になるが、今の所は嫌々ながらも協力している。
デュラン
特に強力な電力を持った孤児7人と暮らしていた。エデニアの兵士を次々と倒し、シェパード中佐に背後から一撃を叩き込むほどの実力者であるが、タツに力を託し力尽きる。
アルフレッド
タツやモノと同じ孤児。シェパード中佐らに捕まって1年ほど経った後に脱出した。タツがアトラス将軍の前で行った演説を聞いている。

### エデニア国
ディビット・アトラス
エデニア国の最高指導者。タツを上回る実力の持ち主で、失態を犯した放送局長を自分の手で粛清できる事を嬉しがるなど残忍な人物。
シェパード
エデニア国の幹部。中佐。6年前に部下を率いてタツ以外の孤児6人を捕らえるが部下をタツに全滅させられ、自身もかつてデュランと交戦時にやってように心臓を電力で圧縮され倒された。
リチャード・フレデリック・ブリストル
エデニア国の名家でもあるブリストル家の当主であり、エデニア軍の最高幹部。軍最強の駆逐戦艦エクスキャリバー号を駆使し、レッドスプライト号を襲う。

## 用語
エデニア国
唯一正義国を掲げ、最高指導者のディビッド・アトラスの下、世界の国々を支配している最強国家。

## 反響
2016年8月に連載が開始された時には、本作の展開が少年漫画の王道であったため期待されていた。第2話が掲載された際には、展開の早さやキャラクターの設定が読者から好評であった。同年10月の時点でも本作は読者から好評とされていた。しかし、同年11月に打ち切りとなった。

## 書誌情報
- 屋宜知宏『レッドスプライト』集英社〈ジャンプ・コミックス〉、全2巻
  1. 2016年12月31日発売[7]、ISBN 978-4-08-880890-1
  2. 2017年3月3日発売[8]、ISBN 978-4-08-881027-0